# Thaxton (Mississippi)
La ville américaine de Thaxton est située dans le comté de Pontotoc, dans l’État du Mississippi. Lors du recensement de 2010, sa population s’élevait à 643 habitants.

## Source
- (en) Cet article est partiellement ou en totalité issu de l’article de Wikipédia en anglais intitulé « Thaxton, Mississippi » (voir la liste des auteurs).